# Manuel Uribe (football)
Pour les articles homonymes, voir Uribe.
Ne doit pas être confondu avec Manuel Uribe.
Manuel Uribe, surnommé Chicho, né le 14 octobre 1940, est un footballeur international péruvien évoluant au poste de gardien de but.

## Biographie

### Carrière en équipe nationale
Il joue avec l'équipe du Pérou olympique le Tournoi pré-olympique de la CONMEBOL 1971 avant d'être convoqué l'année suivante en équipe A. Il y reçoit de 1972 à 1973 14 capes (pour 20 buts encaissés).
Jouant notamment les éliminatoires de la Coupe du monde 1974, Chicho Uribe fut considéré comme le grand responsable des deux buts encaissés lors de la défaite 2-1 face au Chili en match de barrage à Montevideo, le 5 août 1973, synonyme d'élimination pour le Pérou.

## Palmarès
Defensor Lima
- Championnat du Pérou (1) :
  - Champion : 1973.